# Messier 77
Messier 77 (auch als NGC 1068 bezeichnet) ist eine Spiralgalaxie vom Hubble-Typ SAb im Sternbild Walfisch. Diese Galaxie ist als Radiogalaxie auch unter dem Namen Cetus A bekannt und beherbergt einen  aktiven Galaxienkern in ihrem Zentrum. Ihr Abstand beträgt etwa 50 Millionen Lichtjahre von der Milchstraße, so dass M77 tatsächlich eine der größten Spiralgalaxien im Messier-Katalog ist. Das Objekt ist ein enger Nachbar von NGC 1087.
Halton Arp gliederte seinen Katalog ungewöhnlicher Galaxien nach rein morphologischen Kriterien in Gruppen. Diese Galaxie gehört zu der Klasse Spiralgalaxien mit einem Begleiter niedriger Flächenhelligkeit auf einem Arm (Arp-Katalog).
Im Dezember 2022 wurden durch Untersuchungen mit dem IceCube Neutrino Observatory Hinweise darauf gefunden, dass hier hochenergetische Neutrinos gebildet werden. Dies könnte für astrophysikalische Untersuchungen der hochenergetischen kosmischen Strahlung von starken Nutzen sein.
Die Galaxie Messier 77 wurde am 29. Oktober 1780 vom französischen Astronomen Pierre Méchain entdeckt.

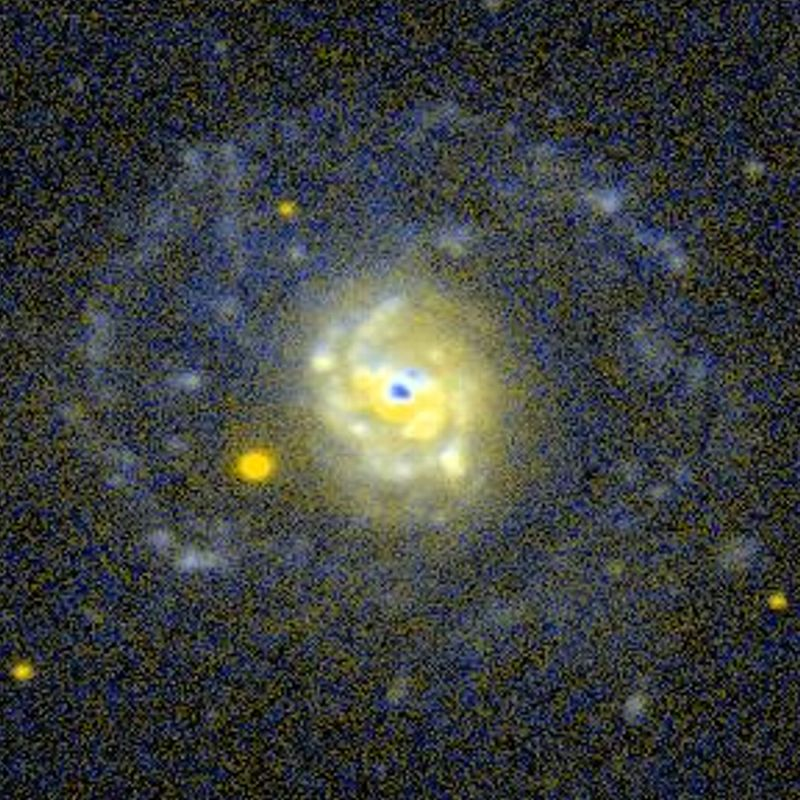
UV-Aufnahme mittels GALEX
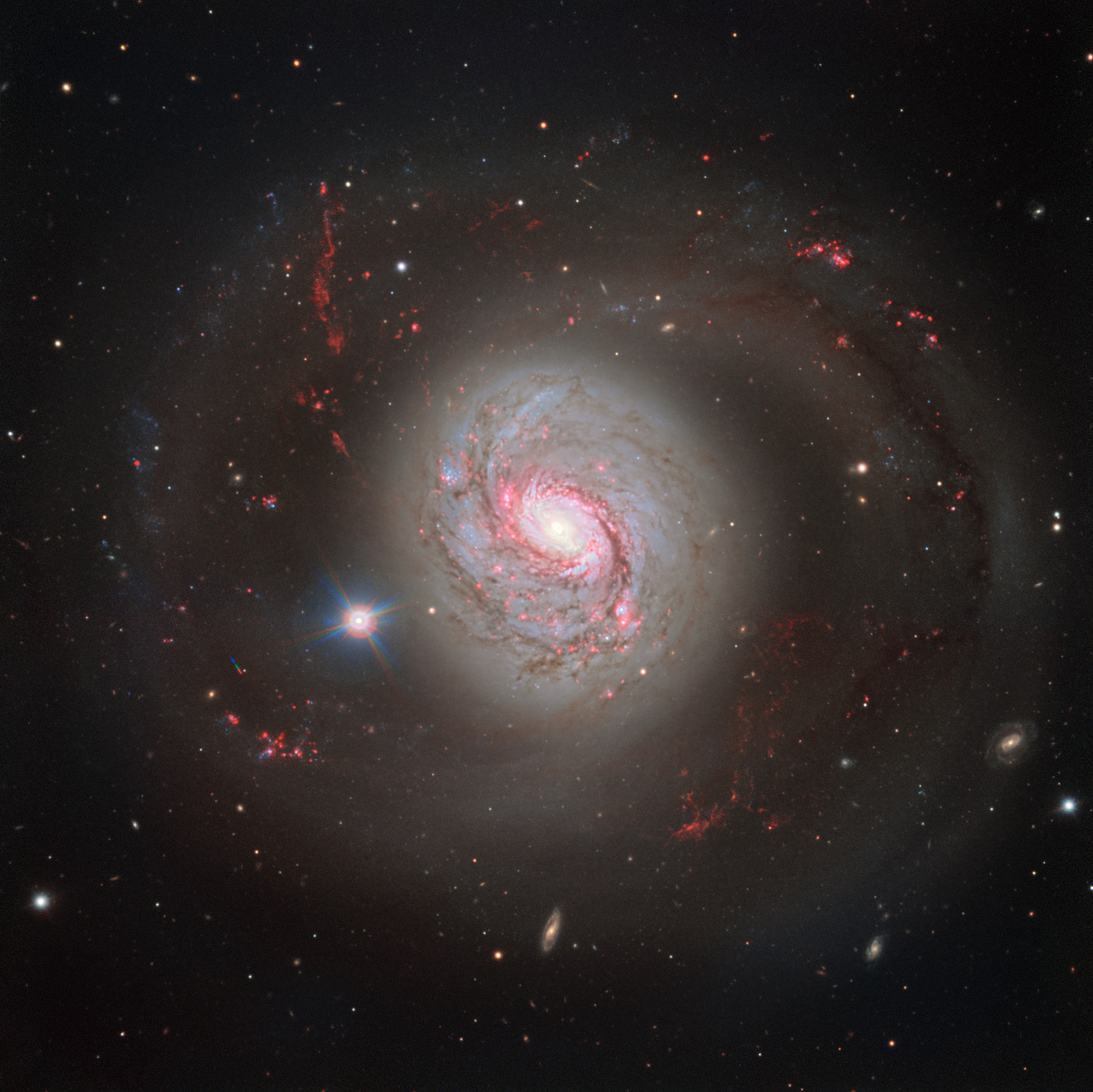
Aufnahme mithilfe des Very Large Telescope
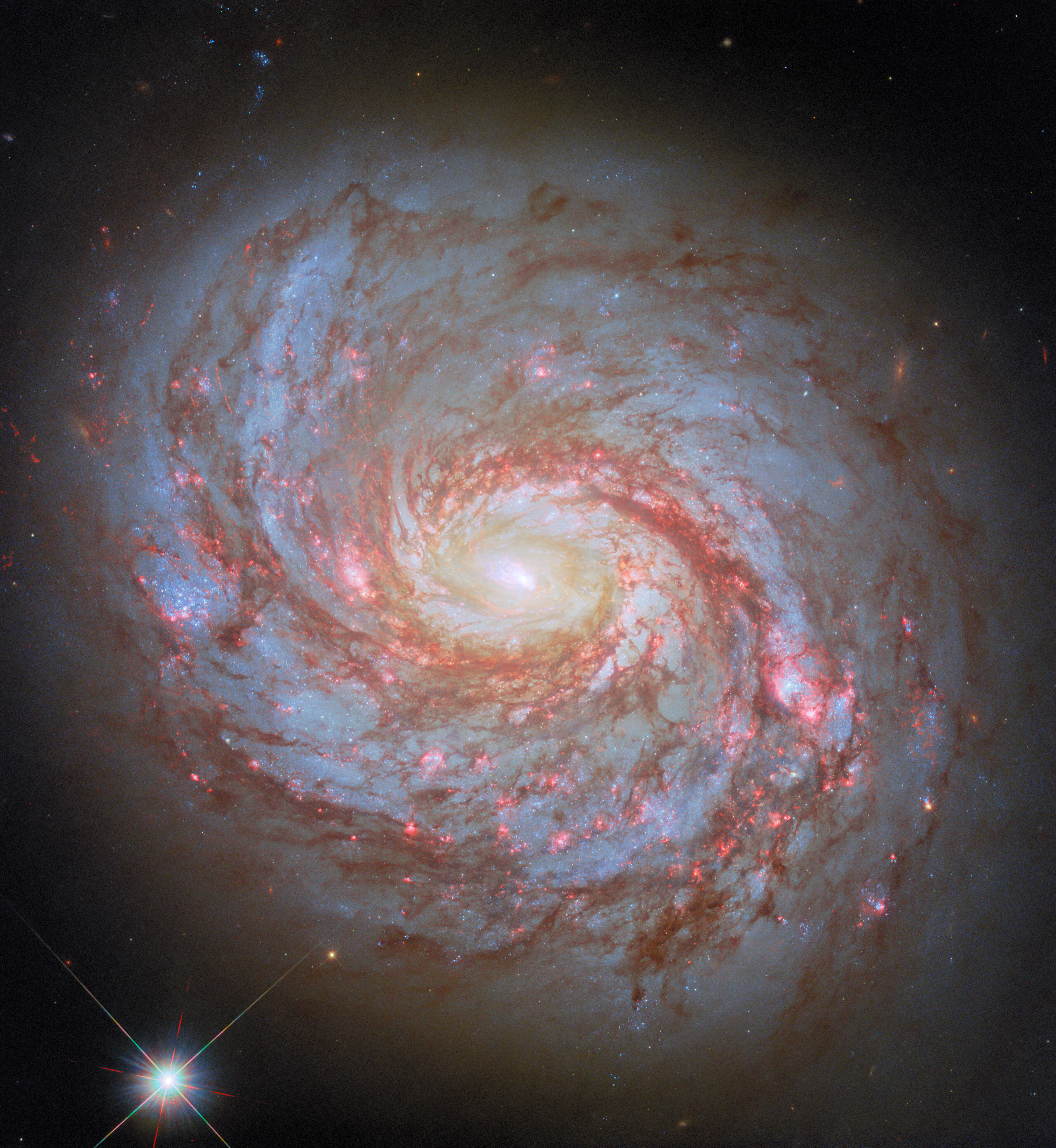
Hochaufgelöste Aufnahme des Zentrums mithilfe des Hubble-Weltraumteleskop
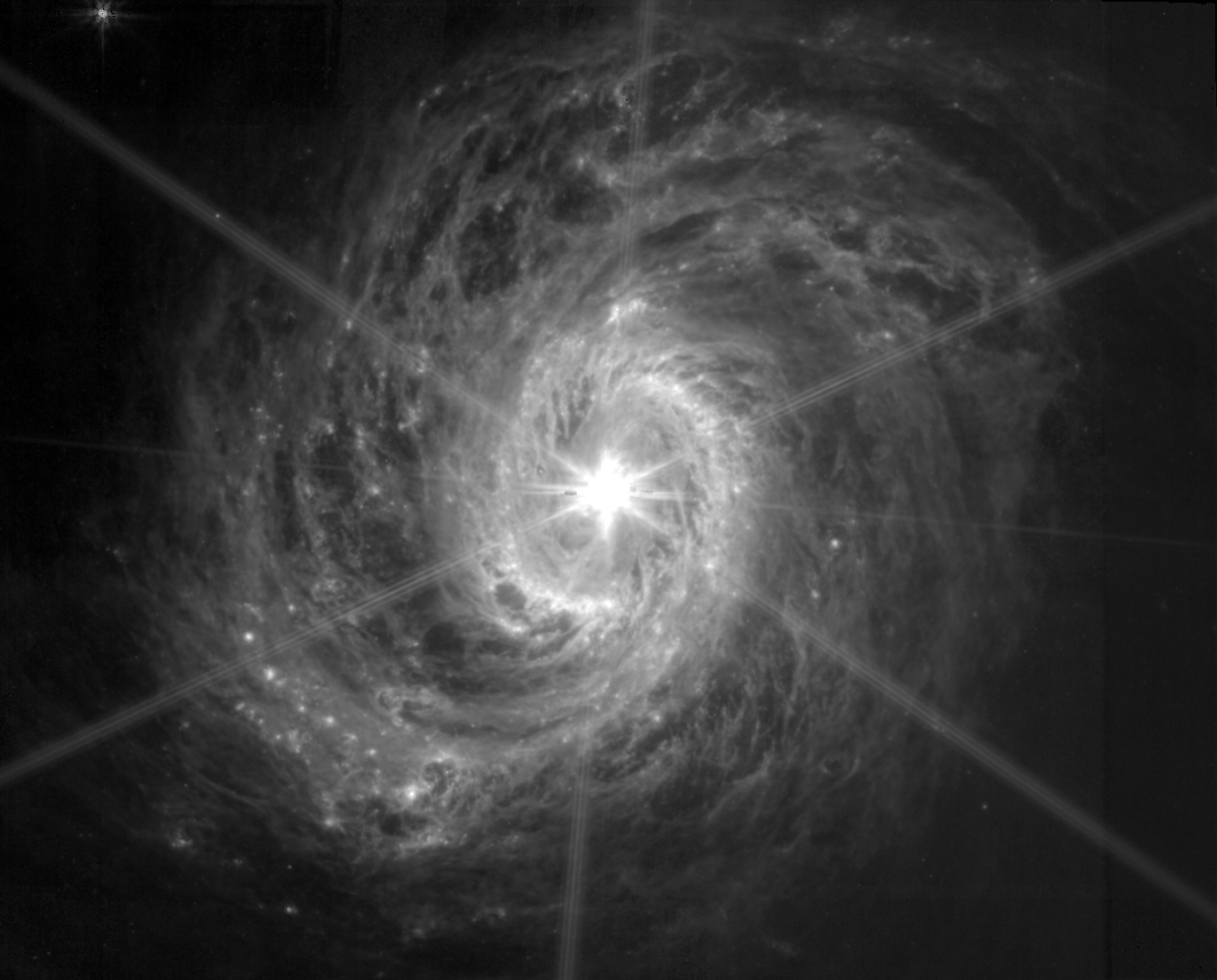
MIRI-Aufnahme des James Webb-Weltraumteleskops

## NGC 1068-Gruppe (LGG 73)
| Galaxie   | Alternativname | Entfernung/Mio. Lj |
| --------- | -------------- | ------------------ |
| NGC 1068  | PGC 10266      | 51                 |
| NGC 1055  | PGC 10208      | 45                 |
| NGC 1073  | PGC 10329      | 54                 |
| PGC 10670 | UGC 2302       | 50                 |
| PGC 10588 | UGC 2275       | 47                 |
| PGC 10117 | UGC 2162       | 53                 |
| PGC 10682 | UGC A 44       | 49                 |